# L'Étranger (film, 2025)
Pour les articles homonymes, voir L'Étranger.
Pour plus de détails, voir Fiche technique et Distribution.
L'Étranger est un film franco-belge réalisé par François Ozon et dont la sortie est prévue en 2025.
Il s'agit d'une adaptation du roman du même titre d'Albert Camus, paru en 1942,.
Il est sélectionné en complétion officielle pour le Lion d'or de la Mostra de Venise 2025.

## Fiche technique
Sauf indication contraire, les informations mentionnées dans cette section peuvent être confirmées par la base de données cinématographiques Unifrance,  présente dans la section « Liens externes ».
- Titre original : L'Étranger
- Réalisation : François Ozon
- Scénariste : François Ozon, d'après le roman L'Étranger d'Albert Camus
- Musique : Fatima Al Qadiri[1]
- Photographie : Manu Dacosse
- Montage : Clément Selitzki
- Production : François Ozon[3]
- Sociétés de production : FOZ[3], en coproduction avec France 2 Cinéma, Gaumont, Lions Production et Service et Scope Pictures[6]
- Sociétés de distribution : Gaumont (France) ; Athena Films (Belgique), Filmcoopi (Suisse romande), Immina Films (Québec)
- Pays de production :  France /  Belgique
- Langue originale : français
- Genre : drame, policier
- Durée : 120 minutes[2]
- Dates de sortie : Dates sujettes à modification
  - Italie : 2025 (avant-première mondiale à la Mostra de Venise)
  - France : 29 octobre 2025

## Distribution
- Benjamin Voisin : Meursault[7]
- Rebecca Marder : Marie Cardona
- Pierre Lottin[8]
- Swann Arlaud[8]
- Denis Lavant[8]
- Benjamin Hicquel : le gendarme du palais de Justice

## Production

### Développement
Fin janvier 2025, François Ozon est révélé en train de préparer une seconde adaptation du roman L'Étranger d’Albert Camus — après le film du même titre de Luchino Visconti en 1967, avec Marcello Mastroianni et Anna Karina dans les rôles de Meursault et Marie — dans l'intention de se la mettre au scénario, produire avec sa propre société, FOZ, puis réaliser en cet avril au Maroc. Fin avril, Gaumont reprend les droits de vente internationaux de son adaptation.

### Attribution des rôles
|  |

À la mi-mars 2025, selon Allociné, l'acteur, Benjamin Voisin, qui retrouve le réalisateur, après son film Été 85 (2020), est mentionné sur la fiche de l'Association française des assistants réalisateurs de fiction (AFAR), incarnant Meursault, le personnage principal. Rebecca Marder se joint au projet, quelques jours après, pour le rôle de Marie. Fin avril, Pierre Lottin, Swann Arlaud et Denis Lavant y participent.

### Tournage
Le tournage débute en avril 2025 au Maroc,, précisément à Tanger pour représenter la ville d’Alger.

### Musique
La musique est composée par Fatima Al Qadiri.

### Postproduction
À la mi-juillet 2025, la société de distribution, Gaumont, annonce la sortie de L'Étranger dès le 29 octobre suivant.

## Accueil
Festival et sortie
Le 22 juillet 2025, L’Étranger fait partie des trois films français à être sélectionné en compétition officielle pour le Lion d'or à la Mostra de Venise.

## Distinctions
Sélection
- Mostra de Venise 2025 : compétition officielle pour le Lion d'or[13]